# 俗・絶望劇伴撰集
『俗・絶望劇伴撰集』（ぞく・ぜつぼうげきばんせんしゅう）は、テレビアニメ『俗・さよなら絶望先生』のサウンドトラック。2008年3月26日にスターチャイルドから発売された。

## 概要
テレビアニメ「さよなら絶望先生」シリーズのサウンドトラック第2作。初回特典として、特製エンドカード（画・氷川へきる）が封入された。

## 収録曲
1. 俗・メインテーマ [2:50]
2. 絶望のメヌエット [1:40]
3. 俗・メインテーマ 歌唱篇 [2:51]
4. 舞踏会絶望篇 [1:19]
5. 気球旅行 [2:24]
6. ピチカートの舞踏会 [1:17]
7. 絶望のメヌエット ヴァイオリン篇 [1:42]
8. 効果音其の壱 [0:12]
9. 鳩ピッピ [1:45]
10. 鳩ピッピ ハーモニカ篇 [1:45]
11. 放課後の吹奏楽 [1:58]
12. 郷愁のリコーダー [2:20]
13. 郷愁のハーモニカ [2:20]
14. 絶望のスカビート [2:20]
15. 絶望のクラブ系? [2:39]
16. 絶望のドレッド [2:47]
17. 効果音其の弐 [0:12]
18. 屯田兵のマーチ [3:16]
19. ほらっ!ホラー? [1:06]
20. 絶望の沈黙 [2:17]
21. '絶望家の一族 [1:34]
22. 終焉へのボレロ [3:01]
23. 摩天楼25時 [1:57]
24. 俗・メインテーマ ヴォーカル篇
25. 完璧艦隊の歌
26. 絶望先生えかきうた
27. 絶望音頭
28. トロイメライ
29. 空想ルンバ（テレビサイズ）
30. 恋路ロマネスク（テレビサイズ）
31. マリオネット（テレビサイズ）
32. オマモリ（テレビサイズ）